# 김병국 (배우)
김병국(1981년 9월 10일 ~ )은 대한민국의 배우이자 모델이다.

## 학력
- 단국대학교 대중문화예술대학원 뮤지컬학 석사

## 출연작

### 드라마
- 《몽돌이네 경사났네》 (웹드라마, 2017년)
- 《징비록》 (KBS1, 2015년) - 명나라 호의무사 역
- 《최고의 미래》 (웹드라마, 2014년)
- 《호텔킹》 (MBC, 2014년)
- 《나쁜 남자》 (SBS, 2010년)
- 《친구, 우리들의 전설》 (MBC, 2009년)

### 영화
- 《기억의 소리》 (2016년) - 한기 역
- 《비상》 (2009년)
- 《비스티 보이즈》 (2008년)